# Beech-Nut
Die Beech-Nut Corporation ist ein US-amerikanischer Hersteller von Kinder- und Babynahrung. Die Firma wurde 1891 in Canajoharie gegründet, einer Stadt im Bundesstaat New York der USA. Die Firma hat ihren Unternehmenssitz in Amsterdam, New York.
Von 1979 bis 1989 gehörte die Firma dem Nahrungsmittelkonzern Nestlé an. Im Jahre 1989 wurde sie von der Firma Ralston Purina aufgekauft, 1998 von der Firma Milnot Holding. Diese wiederum wurde 2005 mitsamt Beech-Nut an die in der Schweiz ansässige Hero Group verkauft.
1987 wurde Beech-Nut wegen eines Verstoßes gegen den Federal Food, Drug, and Cosmetic Act zu einer Strafe in damaliger Rekordhöhe von 2,2 Millionen US-Dollar verurteilt. Das Unternehmen hatte versucht, gefärbtes Zuckerwasser als Apfelsaft für Kinder zu verkaufen.